# Salem (Missouri)
Salem is een plaats (city) in de Amerikaanse staat Missouri, en valt bestuurlijk gezien onder Dent County.

## Demografie
Bij de volkstelling in 2000 werd het aantal inwoners vastgesteld op 4854.
In 2006 is het aantal inwoners door het United States Census Bureau geschat op 4869, een stijging van 15 (0,3%).

## Geografie
Volgens het United States Census Bureau beslaat de plaats een oppervlakte van
7,8 km², geheel bestaande uit land. Salem ligt op ongeveer 381 m boven zeeniveau.

## Plaatsen in de nabije omgeving
De onderstaande figuur toont nabijgelegen plaatsen in een straal van 40 km rond Salem.